# Tamzin Merchant
Tamzin Merchant (Haywards Heath, 4 marzo 1987) è un'attrice, scrittrice e regista britannica.

## Biografia
Tamzin Merchant proviene dal Sussex, e ha frequentato il Brighton College, sebbene abbia anche vissuto a Dubai. Dopo aver rinviato per due volte gli studi universitari per concentrarsi sulla carriera da attrice, è ora una studentessa di Education studies (Pedagogia) all'Homerton College, all'Università di Cambridge.
La Merchant ha scritto numerose poesie, incluse Where Does Revenge Stop? e Ode to a Toilet, per il Platforms Magazine.

## Carriera

### Attrice
Nel 2005 ha recitato nel ruolo di Georgiana Darcy nel film Orgoglio e pregiudizio, basato sull'omonimo romanzo di Jane Austen, diretto da Joe Wright.
Altri ruoli interpretati dalla Merchant sono quelli Margo Durrell nel 2005 nel film per la TV della BBC My Family and Other Animals. Nel 2006 è apparsa in altri due dramas della BBC, come Sara Fox, la studentessa figlia di Alan Davies e Michelle Gomez, nella commedia The Good Housekeeping Guide, e come Probationer Eastwood nella serie storica Casualty 1906. Nel 2008 è apparsa in Radio Cape Cod.
È apparsa anche nel video musicale If You've Got The Money di Jamie T.
Ha fatto parte del cast della terza edizione (2009) de I Tudors, dove ha debuttato nella Season Finale nel ruolo di Catherine Howard, la quinta moglie di Enrico VIII.
Merchant ha interpretato Daenerys Targaryen nel primo episodio pilota della serie HBO Il Trono di Spade, basato sulla serie di romanzi fantasy di George R. R. Martin, Cronache del ghiaccio e del fuoco. Il pilota venne accolto negativamente dai dirigenti della HBO e venne rigirato completamente, e l'attrice venne sostituita da Emilia Clarke.

### Scrittrice
Il 18 febbraio 2021 pubblica il suo primo romanzo: The Hatmakers, edito dalla casa editrice britannica Puffin; quest'ultima ha poi confermato la pubblicazione di altri due romanzi, The Mapmakers, lanciato sul mercato il 3 maggio 2022, e The Troublemakers, pubblicato invece il 3 agosto 2023.

## Filmografia

### Attrice

#### Cinema
- Orgoglio e pregiudizio (Pride & Prejudice), regia di Joe Wright (2005)
- Radio Cape Cod, regia di Andrew Silver (2008)
- Princess Ka'iulani, regia di Marc Forby (2009)
- Jane Eyre, regia di Cary Fukunaga (2011)
- Copenhagen, regia di Mark Raso (2014)
- Dragonheart 3 - La maledizione dello stregone (Dragonheart 3: The Sorcerer's Curse), regia di Colin Teague (2015)
- The Messenger, regia di David Blair (2015)
- Io danzerò (La danseuse), regia di Stéphanie Di Giusto (2015)
- Dragonheart 4 - La battaglia per l'Heartfire (Dragonheart: Battle for the Heartfire), regia di Patrik Syversen (2017)
- Running Naked, regia di Victor Buhler (2020)
- A Midsummer Night's Dream, regia di Sacha Bennett (2022)

#### Televisione
- Uno zoo in famiglia (My Family and Other Animals), regia di Sheree Folkson – film TV (2005)
- The Good Housekeeping Guide, regia di Sydney Macartney – film TV (2006)
- Casualty 1906, regia di Bryn Higgins – film TV (2006)
- Bonekickers - I segreti del tempo (Bonekickers) – serie TV, episodio 1x01 (2008)
- I Tudors (The Tudors) – serie TV, 6 episodi (2009-2010)
- Red Faction: Origins, regia di Michael Nankin – film TV (2011)
- DCI Banks – serie TV, episodi 2x01-2x02 (2011)
- The Mystery of Edwin Drood, regia di Diarmuid Lawrence – miniserie TV (2012)
- Molly Cooper: Omicidio sul fronte (Murder on the Home Front) – film TV (2013)
- Salem – serie TV, 36 episodi (2014-2017)
- Supergirl – serie TV, 5 episodi (2017)
- Carnival Row – serie TV, 18 episodi (2019-2023)
- Thanks for the Memories – miniserie TV, 2 puntate (2019)
- Tom Jones - Una storia d'amore (Tom Jones) – miniserie TV, 4 puntate (2023)

#### Cortometraggi
- Let Me Down Easy, regia di Matthew De Filippis e Elisia Mirabelli (2015)
- Gifts of the Heart, regia di Chris Craymer (2019)

#### Videoclip musicali
- Cupid Carries a Gun di Marilyn Manson, regia di Brannon Braga e Adam Simon (2014)

### Regista

#### Cortometraggi
- American Virgin (2015)
- Juliet Remembered (2016)
- American Pride (2016)
- American Carnage (2017)

## Pubblicazioni
- The Hatmakers, Puffin, 18 febbraio 2021, ISBN 978-0241426302
- The Mapmakers, Puffin, 3 maggio 2022, ISBN 978-1324016014
- The Troublemakers, Puffin, 3 agosto 2023, ISBN 978-0241610398

## Riconoscimenti
Fangoria Chainsaw Awards
- 2017 – Candidatura come miglior attrice di supporto per Salem

Oxford International Film Festival
- 2017 – Premio come miglior sceneggiatura per Juliet Remembered

Global Independent Film Awards
- 2020 – Candidatura come miglior attrice protagonista in un cortometraggio per Gifts of the Heart

The Cutting Room International Short Film Festival
- 2020 – Premio come miglior attrice in un cortometraggio per Gifts of the Heart

## Doppiatrici italiane
Nelle versioni in italiano dei suoi film, Tamzin Merchant è stata doppiata da:
- Giulia Catania[6] in Orgoglio e pregiudizio[7], Tom Jones - Una storia d'amore[8]
- Annalisa Usai[9] in Io danzerò[10]
- Virginia Brunetti[11] in I Tudors[12], Salem[13]
- Joy Saltarelli[14] in Carnival Row[15]
- Chiara Gioncardi[16] in Supergirl[17]